# Combattimento da strada

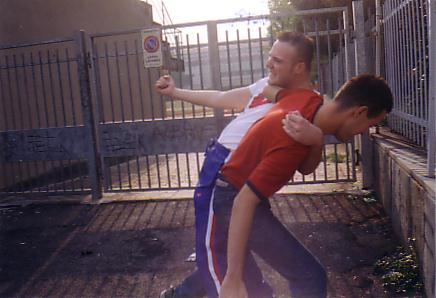
Un tipico esempio di street fight

Il combattimento da strada (anche street fighting, in inglese) si definisce un tipo di combattimento corpo a corpo, quasi sempre illegale, che avviene in un luogo pubblico, fra due o più individui o gruppi di persone.

## Caratteristiche
Il termine denota un tipo di combattimento generico in cui spesso i combattenti non sono atleti di arti marziali/sport da combattimento. La rissa per strada come attività reale è relativamente infrequente.
Lo street fighting può essere anche inteso come arte marziale, o meglio, insieme di varie tecniche di arti marziali diverse con lo scopo di raggiungere il proprio obiettivo nel modo più semplice e veloce.

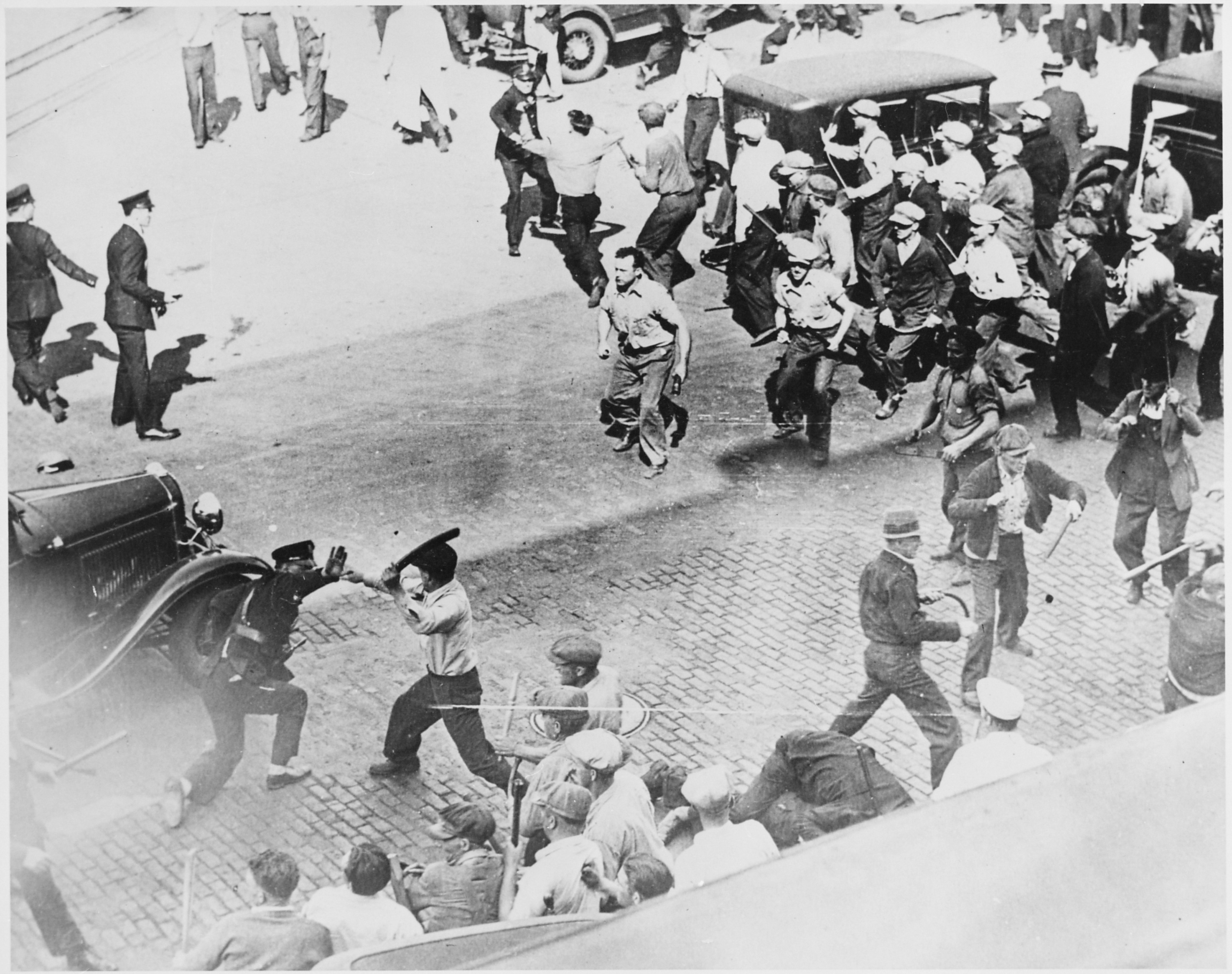
Camionisti durante scontri con la polizia in Minneapolis nel 1934.

## Le conseguenze legali
Ogni forma di violenza può generare un'azione legale: violenze domestiche, sul posto di lavoro, ecc., possono avere diverse conseguenze di carattere penale, come ad esempio nel caso di lesioni personali. La rissa di strada può anche essere preordinata a causare disordine civile per fini politici e i tumulti relativi possono quindi essere perseguiti anche con l'accusa di cospirazione e terrorismo.